# Albert Rust
Albert Rust (Mulhouse, 10 de outubro de 1953) é um ex-futebolista profissional francês que atuava como goleiro e treinador.

## Seleção Nacional
Rust foi campeão olímpico em Los Angeles 1984

## Títulos
Montpellier
- Copa de França: 1989-90[2]